# Picotet tacat
El picotet tacat (Picumnus innominatus) és una espècie d'ocell de la família dels pícids (Picidae) i l'única espècie del gènere Picumnus que habita fora del continent americà. Antany va ser inclòs al monotípic gènere Vivia Hodgson, 1837.

## Hàbitat i distribució
Viu a la selva humida, sotabosc espès i bosquets de bambú d'Àsia meridional, al nord del Pakistan, l'Índia, Xina, Sud-est Asiàtic, Sumatra i Borneo.

## Subespècies
- P.i.innominatus Burton, 1836. Nord-est de l'Afganistan i de l'Índia, i sud-est del Tibet.
- P.i.malayorum Hartert, 1912. Des del sud i est de l'Índia fins al sud de la Xina, Indoxina, Sumatra i nord-est de Borneo.
- P.i.chinensis (Hargitt, 1881). Centre i est de la Xina.